# Marie Antoinette av Parma
Marie-Antoinette Giuseppa Walburga Anna av Parma, alltid kallad "Tognina", född 1774, död 1841, var en prinsessa av Parma. Hon var dotter till hertig Ferdinand av Parma och Maria Amalia av Österrike.
Marie Antoinette ("Tognina") och hennes syster Carlotta gavs något mindre uppmärksamhet av sina föräldrar än sina äldre syskon Carolina och Ludvig, men fick ändå en större närhet till föräldrarna än vad som var vanligt, eftersom de till skillnad från normen uppfostrades av föräldrarna personligen. Medan deras äldre syskon fick personlig religionsundervisning av fadern, beskrivs de yngre systrarna som de som genuint intresserade sig för katolicismen. 1796 ockuperades Parma av Napoleon, och deras föräldrar fick endast kvarstå som franska marionetter. Medan föräldrarna snart inte fick röra sig utomhus utan att åtföljas av franska soldater, gavs döttrarna mer frihet och ansågs opolitiska och ofarliga.  
De ansågs båda ha ärvt faderns religiositet och moderns viljestyrka, men medan Tognina beskrivs som särskilt reserverad och tillbakadragen, och började studera till nunna i postulatorden 1802, gavs Carlotta en fransk pension på rekommendation av Parmas franska guvernör Andoche Junot. Systrarna gav sitt stöd åt föräldrarna under ockupationen. I oktober 1802 avled fadern, och de deltog tillsammans med modern i den officiella statsbegravning han fick av franska staten. De följde med modern när hon landsförvisades och bosatte sig på slottet i Prag, och höll henne sedan sällskap till hennes död. Under tiden där beskrivs de som ödmjuka och bortglömda, och ägnade sig främst åt andaktsövningar. Carlotta lämnade Prag efter moderns död 1804 och bosatte sig i Rom, där hon också avled. Tognina avslutade sin utbildning till nunna 22 april 1803 och gick in i ursulinerorden under namnet Louise Marie: hon återvände till Parma efter Napoleons fall, och levde där fram till att hon år 1831 flyttade till Rom.   